# Ектор Сокорро
Ектор Сокорро Варела (ісп. Héctor Socorro Varela; нар. 26 червня 1912, Куба — пом. 1980, Куба) — кубинський футболіст, нападник.

## Клубна кар'єра
На клубному рівні виступав у кубинських командах «Пуентес-Грандес» та «Реал Іберія».

## Кар'єра в збірній
Ектор Сокорро виступав у національній збірній Куби в 30-х роках XX століття. У складі збірної брав участь у відбіркових матчах до чемпіонату світу 1934 року (відзначився 2-а голами у ворота збірної Гаїті). Учасник чемпіонату світу 1938 року. На Мундіалі у Франції зіграв у всіх трьох матчах кубинів, поєдинках першого раунду проти Румунії та програному (0:8) матчі проти Швеції. У першому поєдинку з Румунією відзначився 3-а голами, а в матчі-перегравання зрівняв рахунок у матчі (на той час — 1:1).
| Матчі та голи Ектора Сокорро за збірну Куби | Матчі та голи Ектора Сокорро за збірну Куби | Матчі та голи Ектора Сокорро за збірну Куби | Матчі та голи Ектора Сокорро за збірну Куби | Матчі та голи Ектора Сокорро за збірну Куби | Матчі та голи Ектора Сокорро за збірну Куби | Матчі та голи Ектора Сокорро за збірну Куби |
| ------------------------------------------- | ------------------------------------------- | ------------------------------------------- | ------------------------------------------- | ------------------------------------------- | ------------------------------------------- | ------------------------------------------- |
| №                                           | Дата                                        | Місце проведення                            | Суперник                                    | Рахунок                                     | Голи                                        | Турнір                                      |
| 1                                           | 28 січня 1934                               | Порт-о-Пренс, Гаїті                         | Гаїті                                       | 3:1                                         | 1                                           | Квал. ЧС 1934                               |
| 2                                           | 1 лютого 1934                               | Порт-о-Пренс, Гаїті                         | Гаїті                                       | 1:1                                         | -                                           | Квал. ЧС 1934                               |
| 3                                           | 4 лютого 1934                               | Порт-о-Пренс, Гаїті                         | Гаїті                                       | 6:0                                         | 1                                           | Квал. ЧС 1934                               |
| 4                                           | 4 березня 1934                              | Мехіко, Мексика                             | Мексика                                     | 2:3                                         | -                                           | Квал. ЧС 1934                               |
| 5                                           | 11 березня 1934                             | Мехіко, Мексика                             | Мексика                                     | 0:5                                         | -                                           | Квал. ЧС 1934                               |
| 6                                           | 18 березня 1934                             | Мехіко, Мексика                             | Мексика                                     | 1:4                                         | -                                           | Квал. ЧС 1934                               |
| 7                                           | 5 червня 1938                               | Тулуза, Франція                             | Румунія                                     | 3:3                                         | 2                                           | Чемпіонат світу 1938                        |
| 8                                           | 9 червня 1938                               | Тулуза, Франція                             | Румунія                                     | 2:1                                         | 1                                           | Чемпіонат світу 1938                        |
| 9                                           | 12 червня 1938                              | Антіб, Франція                              | Швеція                                      | 0:8                                         | -                                           | Чемпіонат світу 1938                        |

Загалом: 9 матчів / 5 голів: 3 перемоги, 2 нічиї, 4 поразки.